# Leonardo Padura
Leonardo de la Caridad Padura Fuentes (L'Havana, 9 d'octubre de 1955), més conegut com a Leonardo Padura, és un novel·lista i periodista cubà, conegut especialment per les seves novel·les policíaques.

## Biografia
Nascut al barri de Mantilla de l'Havana, va fer els seus estudis preuniversitaris en el de La Víbora, d'on és la seva dona Lucía. Aquestes zones de l'Havana, lligades a les vivències de Padura, quedaran reflectides més tard en les seves novel·les.
Padura va estudiar Literatura Llatinoamericana a la Universitat de L'Havana i va començar la seva carrera com a periodista el 1980 a la revista literària El Caiman Barbudo. També va escriure per al diari Juventud Rebelde. Més tard es va donar a conèixer com a assagista i escriptor de guions audiovisuals i novel·lista.
La seva primera novel·la, Fiebre de caballos, és essencialment una història d'amor escrita entre 1983 i 1984 i publicada el 1988. Posteriorment, es va fer famós amb la publicació d'una sèrie de novel·les policíaques protagonitzades per l'inspector Mario Conde. Aquesta saga de novel·les policíaques destil·len també una profunda crítica de la societat cubana. Aquí es veu la influència de Vázquez Montalbán i Sciascia, entre d'altres.
Altres novel·les d'èxit de Padura han estat com El hombre que amaba a los perros (2009), on les crítiques a la societat cubana arriben a les cotes més altes. Padura ha escrit també guions cinematogràfics, tant per a documentals com per a pel·lícules d'argument i també edicions de les seves entrevistes i reportatges.
El 2015 va rebre el Premi Princesa d'Astúries de les Lletres.

## Publicacions

### Novel·les de la sèrie «Mario Conde»
- Tetralogia: Cuatro estaciones;[7]
  - Pasado perfecto, EDUG, Dirección de Publicaciones, Universidad de Guadalajara, 1991[7]
  - Vientos de cuaresma, Ediciones Unión, La Habana, 1994[7]
  - Máscaras, Unión de Escritores y Artistas de Cuba; Tusquets, ambdues edicions el 1997[7]
  - Paisaje de otoño, Tusquets, 1998[7]
- Adiós Hemingway, Ediciones Unión, La Habana, 2001; juntament amb la novel·leta La cola de la serpiente, escrita el 1998[8] (Norma edità Adiós Hemingway el 2003 i Tusquets el 2006)
- La neblina del ayer, Ediciones Unión, La Habana, 2005 (Tusquets, 2009)
- La cola de la serpiente, versió corregida; Tusquets, 2011
- Herejes, Tusquets, 2013
- La Transparencia del tiempo, Tusquets 2018

### Altres novel·les
- Fiebre de caballos, Letras Cubanas, La Habana, 1988; Ed. Verbum, Madrid, 2013.
- La novela de mi vida, Ediciones Unión, La Habana, 2002, novel·la histórico-detectivesca sobre el poeta cubà José María Heredia.
- El hombre que amaba a los perros, Tusquets, Barcelona, 2009, novel·la basada en la història de Ramon Mercader, l'assassí de Lev Trotsky que va viure els seus darrers anys a l'Havana
- Como polvo en el viento, Tusquets, 2020

### Contes
- Según pasan los años, Letras Cubanas, La Habana, 1989
- El cazador, Ediciones Unión, colección El Cuentero, La Habana, 1991
- La puerta de Alcalá y otras cacerías, cuentos, Olalla Ediciones, Madrid, 1998
- El submarino amarillo, antología del cuento cubano entre 1966 y 1991, Ediciones Coyoacán: Coordinación de Difusión Cultural, Dirección de Literatura/UNAM, México, 1993
- Nueve noches con Amada Luna, H Kliczkowski, Colección Mini Letras, Madrid 2006amb 3 relats:
  - Nueve noches con Amada Luna, escrito a principis dels anys 90; Nada (principis dels 80) i La pared (1987)
- Mirando al sol, Sarita Cartonera, Lima, 2009
- Aquello estaba deseando ocurrir, antologia de contes reunida per Tusquets Editores, Barcelona, 2015.

### Altres publicacions
- Con la espada y con la pluma: comentarios al Inca Garcilaso de la Vega, Letras Cubanas, La Habana, 1984
- Colón, Carpentier, la mano, el arpa y la sombra, Departamento de Actividades Culturales, Universidad de La Habana, 1987
- Lo real maravilloso, creación y realidad, assaig, Letras Cubanas, La Habana, 1989
- Estrellas del béisbol. El alma en el terreno, entrevistes amb algunes de les figures del beisbol; en col·laboració amb Raúl Arce; Editora Abril, La Habana, 1989
- El viaje más largo, Ediciones Unión, La Habana, 1994 (Editorial Plaza Mayor, San Juan, 2002
- Un camino de medio siglo: Alejo Carpentier y la narrativa de lo real maravilloso, Letras Cubanas, La Habana, 1994 (Fondo de Cultura Económica, México, 2002)
- Los rostros de la salsa, entrevistas, Ediciones Unión, La Habana, 1997
- Modernidad, posmodernidad y novela policial, Ediciones Unión, La Habana, 2000. amb cinc assajos:
  - La cenicienta de la novela; Los hijos de Marlowe y Maigret; El difícil arte de narrar: los cuentos de Raymond Chandler; Negro que te quiero negro: pasado y presente de la novela policial española; y Modernidad y posmodernidad: la novela policial en Iberoamérica
- La cultura y la Revolución cubana, llibre d'entrevistes fet per John M. Kirk y Padura; Editorial Plaza Mayor, San Juan, 2002
- José María Heredia: la patria y la vida, Ediciones Unión, La Habana, 2003* Entre dos siglos, assaig, IPS, La Habana, 2006
- Yo quisiera ser Paul Auster. Ensayos Selectos, Editorial Verbum, Madrid, 2015 (Premi Princesa d'Astúries de les Lletres 2015).

### Guions
- Yo soy del son a la salsa, documental, premi Coral en el 18 Festival Internacional del Nuevo Cine Latinoamericano de La Habana
- Siete días en La Habana, 2011; 7 històries, dirigides per 7 directors —Benicio del Toro, Julio Medem, Juan Carlos Tabío, Pablo Trapero, Gaspar Noé, Laurent Cantet i el palestí Elia Suleiman—, que transcorren en 7 días. Els guions de 3 episodis van ser escrits per Padura i la seva esposa Lucía
- Regreso a Ítaca, 2014, dirigida per Laurent Cantet

## Premis i reconeixements[9]
- Primera Menció Concurso Latinoamericano de Periodismo José Martí (1988), convocat per l'Agencia Prensa Latina[10]
- Premis de Crítica Literaria en les edicions de 1985 i 1988 del Concurs “26 de Julio”, de la Unió de Periodistes de Cuba[11]
- Premi Mirta Aguirre 1985, categoría en Artículo (Ministerio de Cultura de Cuba)[10]
- Premi UNEAC 1993 por Vientos de cuaresma[10]
- Premi Café Gijón, 1995[12]
- Premi de la Crítica 1997 (Cuba) pel conte La pared[13]
- Premi Hammett 1998 por Paisaje de otoño[2]
- Premi de la Unión de Escritores per a Vientos de Cuaresma[12]
- Premi de la Islas 2000, França[14]
- Prix des Amériques insulaires et de la Guyane (Point-à-Pître, isla de Guadalupe) per l'edició francesa de Pasado perfecto[6]
- Millor novel·la policíaca traduïda en Alemanya per Máscaras[6]
- Millor novel·la policíaca en Àustria 2004 per Vientos de Cuaresma[6]
- Premi Hammett 2006 por La neblina del ayer[12]
- Premi Nacional de Literatura de Cuba, 2009[15]
- Premi Raymond Chandler 2009 (Courmayeur Noir Infestival)[16]
- Premi Francesco Gelmi di Caporiaco 2010 (Itàlia) per El hombre que amaba a los perros[14]
- Premi Roger Caillois 2011 de literatura llatinoamericana (La Maison de l'Amérique Latine en col·laboració amb la Société des Amis et Lecteurs de Roger Caillois i el PEN Club francès)[17]
- Prix Initiales 2011 (França) per El hombre que amaba a los perros[6]
- Premi de la Crítica 2011 (Instituto Cubano del Libro) per El hombre que amaba a los perros[2]
- Premi Carbet del Caribe 2011 (revista Carbet & Institut du Tout Monde) per El hombre que amaba a los perros[2]
- Premi Nacional de Literatura de Cuba 2009, Cuba[18]
- Orde de les Arts i les Lletres (França), 2013[19]
- Premi Internacional de Novela Histórica Ciudad de Zaragoza, 2014, (Espanya)[20]
- Premi Princesa d'Astúries de les Lletres 2015 (Espanya)[15]